# Panos H. Koutras
Panos H. Koutras é um cineasta e escritor grego.